# Laura Fitinghoff

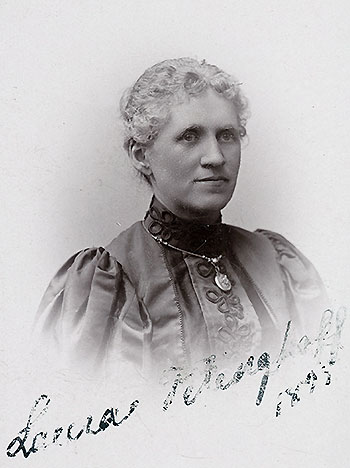
Laura Fitinghoff (1895)

Laura Mathilda Bernhardina Fitinghoff (* 14. März 1848 in Sollefteå, Västernorrlands län, Schweden als Laura Runsten; † 17. August 1908 in Stocksund, Gemeinde Danderyd, Stockholms län) war eine schwedische Schriftstellerin. Sie wurde vor allem durch ihre Kinderbücher international bekannt.

## Leben und Werk
Laura Fitinghoff war eine Tochter des Pfarrers und späteren Propstes Jonas Bernhard Runsten und seiner zweiten Ehefrau Ottilia Löfvander. Wie ihre vier Schwestern, von denen die jüngste Malvina Bråkenhielm ebenfalls eine erfolgreiche Schriftstellerin wurde, genoss sie eine sorgfältige Erziehung, lernte moderne und klassische Sprachen sowie Hauswirtschaft und studierte sogar am Musikkonservatorium in Stockholm, wenn ihr Vater, der ab 1853 Mitglied des Reichstags war, die Wintermonate in der Hauptstadt  verbrachte. 
Mit 23 Jahren heiratete sie den 44 Jahre älteren Gutsbesitzer Conrad Bleckert Fitinghoff (1804–1892), der einer aus dem Baltikum nach Schweden gezogenen Linie des deutschbaltischen Adelsgeschlechts der Vietinghoffs entstammte. Sie wohnten zunächst auf dem Gutshof Hammar in Västernorrland, wo 1872 die Tochter Rosa geboren wurde. Zwei Töchter starben im Kleinkindalter. 1875 kaufte Fitinghoff den Gutshof Ekensholm in Södermanland, was aber, neben weiteren Faktoren, bald zum finanziellen Ruin führte. Die Familie musste 1880 auf einen erheblich kleineren Hof in Blekinge ziehen. 
Ab 1885 lebte Laura Fitinghoff getrennt von ihrem Ehemann in Stockholm und versuchte, sich und ihre Tochter durch Schriftstellerei zu ernähren. Gleich ihr Debütroman En liten verld bland fjällen (1885 mit Illustrationen von Jenny Nyström erschienen) war ein großer Erfolg. Der autobiographisch geprägte Roman über eine Pfarrersfamilie in Norrland erreichte bis 1924 sechs Auflagen und wurde noch 1991 nachgedruckt. Mit dem Roman I fjälluft (1899) setzte sie die Schilderung des Lebens der fünf Pfarrerstöchter fort. Neben Büchern für Kinder und Erwachsene (das Buch Vid gränsen wurde unter dem Pseudonym Eli Heiki veröffentlicht) verfasste sie auch Erzählungen und Essays für Zeitschriften wie Svensk Damtidning, Ord och Bild und Idun. Ihre Tochter Rosa unterstützte sie bis zu ihrem Tod als Sekretärin und begann erst dann ihre eigene Karriere als Schriftstellerin. Ihr letztes Buch Minnenas kavalkad (1948) widmete sie dem Andenken an ihre Mutter.
Mit wachsendem Wohlstand nahm Laura Fitinghoff intensiv am kulturellen Leben Stockholms teil. 1887 wurde sie in den Frauenkulturverein Sällskapet Nya Idun gewählt. Sie engagierte sich für den Tierschutz und die Abstinenzbewegung und unterstützte den seit der Jugend mit ihr befreundeten Artur Hazelius beim Aufbau des Freilichtmuseums Skansen. 1891 gewann sie mit dem Roman Vårluft den zweiten Preis in einem von der Wochenzeitung Idun ausgeschriebenen Wettbewerb. 1903 ließ sie in Stocksund nahe Stockholm die Villa Furuliden bauen, in der sie mit den Freundinnen Anna und Mathilda Roos wohnte. 
Hier entstand ihr letztes und erfolgreichstes Buch. Der Roman Barnen ifrån Frostmofjället, ausdrücklich als Lektüre für Kinder und Erwachsene ausgerichtet, handelt von sieben Kindern, die sich nach dem Tod ihrer Eltern allein auf einer winterlichen Reise in Nordschweden durchschlagen müssen. Er gilt als das erste realistische Jugendbuch in Schweden, wurde in mindestens acht Sprachen übersetzt (die deutsche Fassung Sieben kleine Heimatlose, übersetzt von Harriet Blumenfeld und bearbeitet von Anni Geiger-Hof, erschien 1934 und wurde bis 1986 in mehreren zehntausend Exemplaren aufgelegt) und zweimal verfilmt (1980 unter dem Titel Die Kinder von den blauen Bergen) und 2011 in einer dramatisierten Fassung im Stockholms Stadsteater aufgeführt.
2008 wurde die Laura Fitinghoffsällskapet gegründet, die sich ihrem Erbe widmet.